# 特米斯科 (莫雷洛斯州)
特米斯科（西班牙語：Temixco）是墨西哥的城市，由莫雷洛斯州負責管轄，位於該國南部，距離首都墨西哥城70公里，始建於1933年3月3日，面積87平方公里，海拔高度1,280米，2005年人口89,915。

## 外部連結
- Ayuntamiento de Temixco （页面存档备份，存于） Official website
- https://web.archive.org/web/20040803013019/http://e-municipios.e-morelos.gob.mx/temixco.htm